# Europese kampioenschappen badminton 1980
De 7e editie van het Europees kampioenschap badminton werd georganiseerd door de Nederlandse stad Groningen. Het toernooi duurde 4 dagen, van 17 april 1980 tot en met 20 april 1980. Er werd gespeeld in de Martinihal.

## Medaillewinnaars
| Onderdeel      | 1e plaats                    | 2e plaats                      | 3e plaats                        |
| -------------- | ---------------------------- | ------------------------------ | -------------------------------- |
| Mannen enkel   | Flemming Delfs               | Morten Frost                   | Ray Stevens                      |
| Mannen enkel   | Flemming Delfs               | Morten Frost                   | Svend Pri                        |
| Vrouwen enkel  | Liselotte Blumer             | Anette Börjesson               | Jane Webster                     |
| Vrouwen enkel  | Liselotte Blumer             | Anette Börjesson               | Lena Axelsson                    |
| Mannen dubbel  | Stefan Karlsson Claes Nordin | Bengt Fröman Thomas Kihlström  | Flemming Delfs Steen Skovgaard   |
| Mannen dubbel  | Stefan Karlsson Claes Nordin | Bengt Fröman Thomas Kihlström  | Mike Tredgett Ray Stevens        |
| Vrouwen dubbel | Nora Perry Jane Webster      | Kirsten Larsen Pia Nielsen     | Dorte Kjaer Anne Skovgaard       |
| Vrouwen dubbel | Nora Perry Jane Webster      | Kirsten Larsen Pia Nielsen     | Alla Prodan Nadezhda Litvincheva |
| Gemengd dubbel | Mike Tredgett Nora Perry     | Lars Wengberg Anette Börjesson | Billy Gilliland Christine Heatly |
| Gemengd dubbel | Mike Tredgett Nora Perry     | Lars Wengberg Anette Börjesson | Derek Talbot Karen Chapman       |
| Teams          | Denemarken                   | Engeland                       | Zweden                           |

## Medaillespiegel
| Plaats | Land        | Goud | Zilver | Brons | Totaal |
| 1      | Denemarken  | 2    | 2      | 3     | 7      |
| 2      | Engeland    | 2    | 1      | 4     | 7      |
| 3      | Zweden      | 1    | 3      | 2     | 6      |
| 4      | Zwitserland | 1    | 0      | 0     | 1      |
| 5      | Schotland   | 0    | 0      | 1     | 1      |
| 5      | Sovjet-Unie | 0    | 0      | 1     | 1      |
| Totaal | Totaal      | 6    | 6      | 11    | 23     |